# 白领蓝头鹊
白领蓝头鹊（学名：Cyanolyca viridicyanus），是鸦科蓝头鹊属的一种，分布于玻利维亚和秘鲁。全球活动范围约为198,000平方千米。该物种的保护状况被评为无危。
白领蓝头鹊的平均体重约为120.0克。栖息地包括亚热带或热带严重退化的前森林和亚热带或热带的湿润山地林。